# Chamaesphecia mysiniformis
Sésie de l'épiaire
Espèce
Synonymes
- Chamaesphecia rondouana Le Cerf, 1922[1]
- Pyropteron rondouana (Le Cerf, 1922)[1]
- Sesia mysiniformis Boisduval, 1840[1]

Chamaesphecia mysiniformis, qui a pour nom commun Sésie de l'épiaire, est une espèce de lépidoptères de la famille des Sesiidae.

## Description
Les imagos ont une envergure de 11 à 24 mm, les femelles sont plus grands que les mâles. 
Ils sont brun foncé, à part quelques marques jaunes sur le corps et quelques anneaux blancs sur l'abdomen. Ils ont une zone dégagée sur leurs ailes.

## Répartition
Chamaesphecia mysiniformis est présent dans la péninsule ibérique, le sud de la France et le nord du Maroc.
Il a été introduit dans l'État de Victoria, en Australie, en 1997, à partir d'individus espagnols.

## Parasitologie
L'insecte est un parasite des plantes Ballota hirsuta, Ballota nigra, Marrubium alysson (es), Marrubium leonuroides (de), Marrubium supinum, Marrubium vulgare, Sideritis, Stachys arvensis (de), Stachys germanica.

## Comportement
Chamaesphecia mysiniformis est un hétérocère.